# Coppa Europa di sci alpino
La Coppa Europa di sci alpino è un circuito internazionale di gare di sci alpino organizzato annualmente dalla Federazione internazionale sci e snowboard (FIS) a partire dalla stagione 1971-1972. Le gare si tengono tra novembre e marzo. È seconda ad importanza solo alla Coppa del Mondo e, insieme alla Nor-Am Cup, è utilizzata dalle giovani promesse dello sci per fare esperienza a livello internazionale. Non prevede limiti di età per parteciparvi.
A differenza della Coppa del Mondo, le gare di Coppa Europa si disputano solo in località europee, anche se sono aperte a sciatori di ogni nazionalità. Come in Coppa del Mondo gli atleti raccolgono punti, secondo il sistema del punteggio FIS, in cinque discipline (discesa libera, supergigante, slalom gigante, slalom speciale, con l'aggiunta della supercombinata dal 2007) e il trofeo è aggiudicato a chi, a fine stagione, si trova primo nella classifica generale, mentre ai vincitori delle classifiche di ogni singola disciplina va la Coppa di specialità. I primi tre atleti europei classificati in ogni disciplina acquisiscono inoltre il diritto di gareggiare in Coppa del Mondo per la stagione seguente in quella specialità.

## Albo d'oro
| Stagione  | Uomini                          | Uomini           | Donne                               | Donne           |
| Stagione  | Vincitore                       | Nazionalità      | Vincitrice                          | Nazionalità     |
| --------- | ------------------------------- | ---------------- | ----------------------------------- | --------------- |
| 1971-1972 | Ilario Pegorari                 | Italia           | Fabienne Serrat                     | Francia         |
| 1972-1973 | Fausto Radici                   | Italia           | Martine Couttet                     | Francia         |
| 1973-1974 | Christian Witt-Döring           | Austria          | Elena Matous                        | Italia          |
| 1974-1975 | Diego Amplatz                   | Italia           | Dagmar Kuzmanová                    | Cecoslovacchia  |
| 1975-1976 | Bruno Confortola                | Italia           | Gitti Hauser                        | Austria         |
| 1976-1977 | Petăr Popangelov                | Bulgaria         | Ursula Konzett                      | Liechtenstein   |
| 1977-1978 | Leonardo David                  | Italia           | Christine Loike                     | Austria         |
| 1978-1979 | Jarle Halsnes                   | Norvegia         | Bente Dahlum                        | Norvegia        |
| 1979-1980 | Siegfried Kerschbaumer          | Italia           | Erika Gfrerer                       | Austria         |
| 1980-1981 | Ernst Riedlsperger              | Austria          | Diane Haight                        | Canada          |
| 1981-1982 | Hubert Strolz                   | Austria          | Sonja Stotz                         | Germania Ovest  |
| 1982-1983 | Bill Johnson                    | Stati Uniti      | Christine von Grünigen              | Svizzera        |
| 1983-1984 | Dietmar Köhlbichler             | Austria          | Anita Wachter                       | Austria         |
| 1984-1985 | Luc Genolet                     | Svizzera         | Karin Buder                         | Austria         |
| 1985-1986 | Rudolf Nierlich                 | Austria          | Manuela Rüf                         | Austria         |
| 1986-1987 | Helmut Mayer                    | Austria          | Christa Kinshofer                   | Paesi Bassi     |
| 1987-1988 | Konrad Walk                     | Austria          | Petra Bernet                        | Svizzera        |
| 1988-1989 | Stephan Eberharter              | Austria          | Sabine Ginther                      | Austria         |
| 1989-1990 | Christian Polig                 | Italia           | Agneta Hjorth                       | Svezia          |
| 1990-1991 | Tobias Barnerssoi Markus Eberle | Germania Austria | Alexandra Meissnitzer               | Austria         |
| 1991-1992 | Marcel Sulliger                 | Svizzera         | Lara Magoni                         | Italia          |
| 1992-1993 | Marcel Sulliger                 | Svizzera         | Kristina Andersson                  | Svezia          |
| 1993-1994 | Patrick Staub                   | Svizzera         | Mélanie Turgeon                     | Canada          |
| 1994-1995 | Andreas Schifferer              | Austria          | Karin Köllerer                      | Austria         |
| 1995-1996 | Hermann Maier                   | Austria          | Svetlana Gladyševa Sylviane Berthod | Russia Svizzera |
| 1996-1997 | Stephan Eberharter              | Austria          | Marianna Salchinger                 | Austria         |
| 1997-1998 | Benjamin Raich                  | Austria          | Marianna Salchinger                 | Austria         |
| 1998-1999 | Michael Walchhofer              | Austria          | Silvia Berger                       | Austria         |
| 1999-2000 | Christoph Gruber                | Austria          | Selina Heregger                     | Austria         |
| 2000-2001 | Ambrosi Hoffmann                | Svizzera         | Lilian Kummer                       | Svizzera        |
| 2001-2002 | Martin Marinac                  | Austria          | Maria Riesch                        | Germania        |
| 2002-2003 | Norbert Holzknecht              | Austria          | Elisabeth Görgl                     | Austria         |
| 2003-2004 | Matthias Lanzinger              | Austria          | Karin Blaser                        | Austria         |
| 2004-2005 | Kjetil Jansrud Hannes Reichelt  | Norvegia Austria | Andrea Fischbacher                  | Austria         |
| 2005-2006 | Michael Gufler                  | Italia           | Anna Fenninger                      | Austria         |
| 2006-2007 | Peter Struger                   | Austria          | Anna Fenninger                      | Austria         |
| 2007-2008 | Marcel Hirscher                 | Austria          | Lara Gut                            | Svizzera        |
| 2008-2009 | Florian Scheiber                | Austria          | Karin Hackl                         | Austria         |
| 2009-2010 | Christian Spescha               | Svizzera         | Lena Dürr                           | Germania        |
| 2010-2011 | Alexis Pinturault               | Francia          | Jessica Depauli                     | Austria         |
| 2011-2012 | Florian Scheiber                | Austria          | Lisa Magdalena Agerer               | Italia          |
| 2012-2013 | Aleksander Aamodt Kilde         | Norvegia         | Ramona Siebenhofer                  | Austria         |
| 2013-2014 | Thomas Tumler                   | Svizzera         | Michelle Gisin                      | Svizzera        |
| 2014-2015 | Riccardo Tonetti                | Italia           | Ricarda Haaser                      | Austria         |
| 2015-2016 | Bjørnar Neteland                | Norvegia         | Maren Skjøld                        | Norvegia        |
| 2016-2017 | Gilles Roulin                   | Svizzera         | Kristina Riis-Johannessen           | Norvegia        |
| 2017-2018 | Johannes Strolz                 | Austria          | Nina Ortlieb                        | Austria         |
| 2018-2019 | Simon Maurberger                | Italia           | Elisabeth Reisinger                 | Austria         |
| 2019-2020 | Atle Lie McGrath                | Norvegia         | Nadine Fest                         | Austria         |
| 2020-2021 | Maximilian Lahnsteiner          | Austria          | Marte Monsen                        | Norvegia        |
| 2021-2022 | Giovanni Franzoni               | Italia           | Franziska Gritsch                   | Austria         |
| 2022-2023 | Josua Mettler                   | Svizzera         | Nadine Fest                         | Austria         |
| 2023-2024 | Manuel Traninger                | Austria          | Janine Schmitt                      | Svizzera        |
| 2024-2025 | Oscar Andreas Sandvik           | Norvegia         | Nadine Fest                         | Austria         |

Stephan Eberharter, Hermann Maier, Benjamin Raich, Marcel Hirscher, Aleksander Aamodt Kilde, Alexis Pinturault fra gli uomini e Anita Wachter, Alexandra Meissnitzer, Maria Riesch, Anna Fenninger e Lara Gut fra le donne si sono aggiudicati la classifica generale sia della Coppa Europa che della Coppa del Mondo. Stephan Eberharter e Anna Fenninger sono gli unici due atleti ad aver vinto almeno due volte entrambe le competizioni.